# Browning Buck Mark
Le Browning Buck Mark est un pistolet semi-automatique chambré en calibre .22 LR produit par la société Browning depuis 1985. C'est une arme essentiellement destinée au tir sportif et à la compétition.

## Caractéristiques
Il s'agit d'un pistolet à canon fixe et culasse non calée, équipé d'un chargeur de 10 coups. De nombreuses variantes ont été et sont encore produites, parmi lesquelles :
- Le Buck Mark contour URX (canon cylindrique)
- Le Buck Mark Plus UDX (canon carré)
- Le Buck Mark Field
- Le Buck Mark Target
- Le Buck Mark Challenge

Et beaucoup d'autres variantes comprenant des canons de toutes tailles, des finitions différentes (inox ou noir), des plaquettes de crosse en bois (dénommés UDX) ou en plastique (dénommés URX pour les versions en caoutchouc), des instruments de visée plus ou moins sophistiqués.

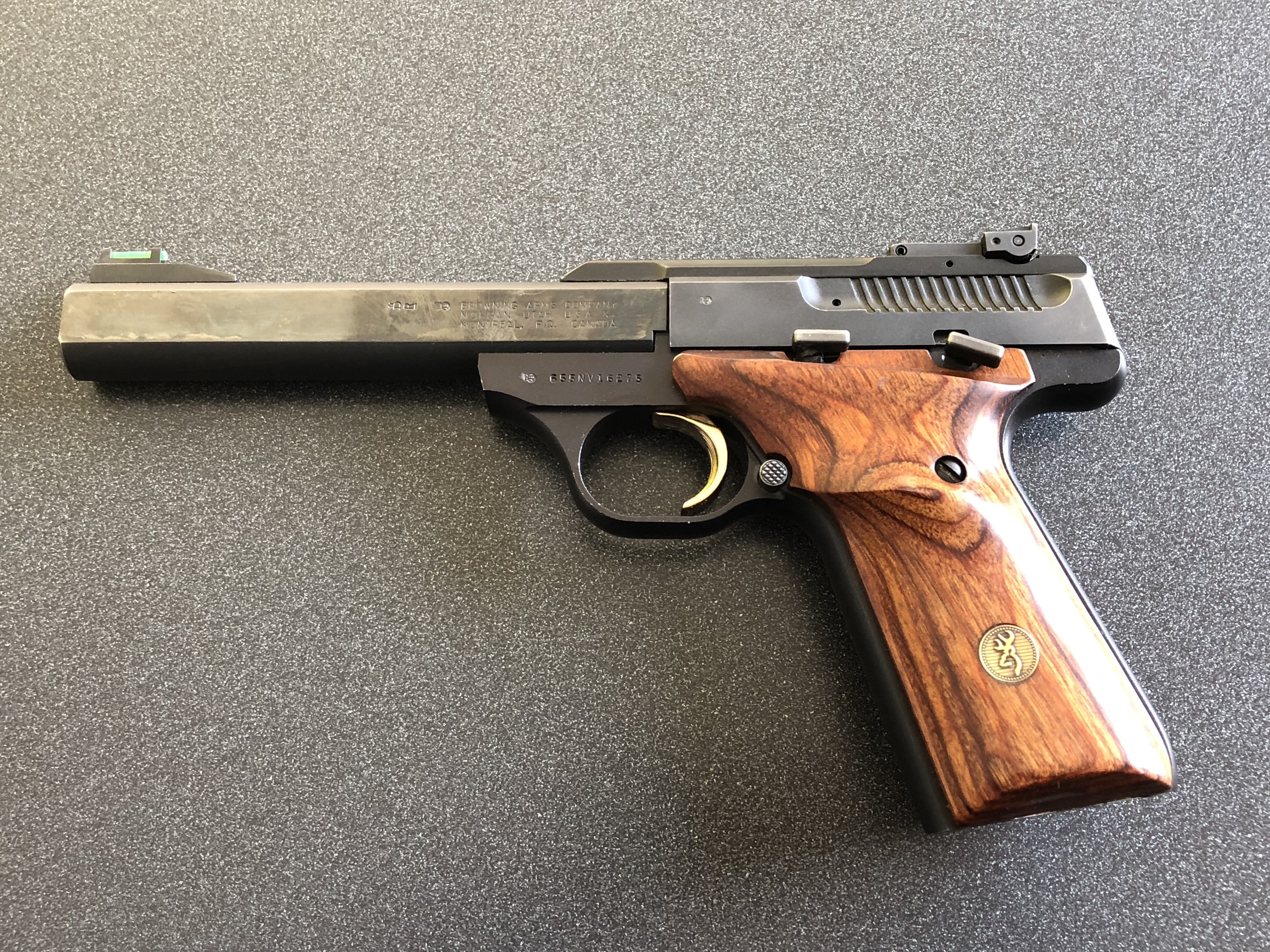
Browning Buck Mark Plus
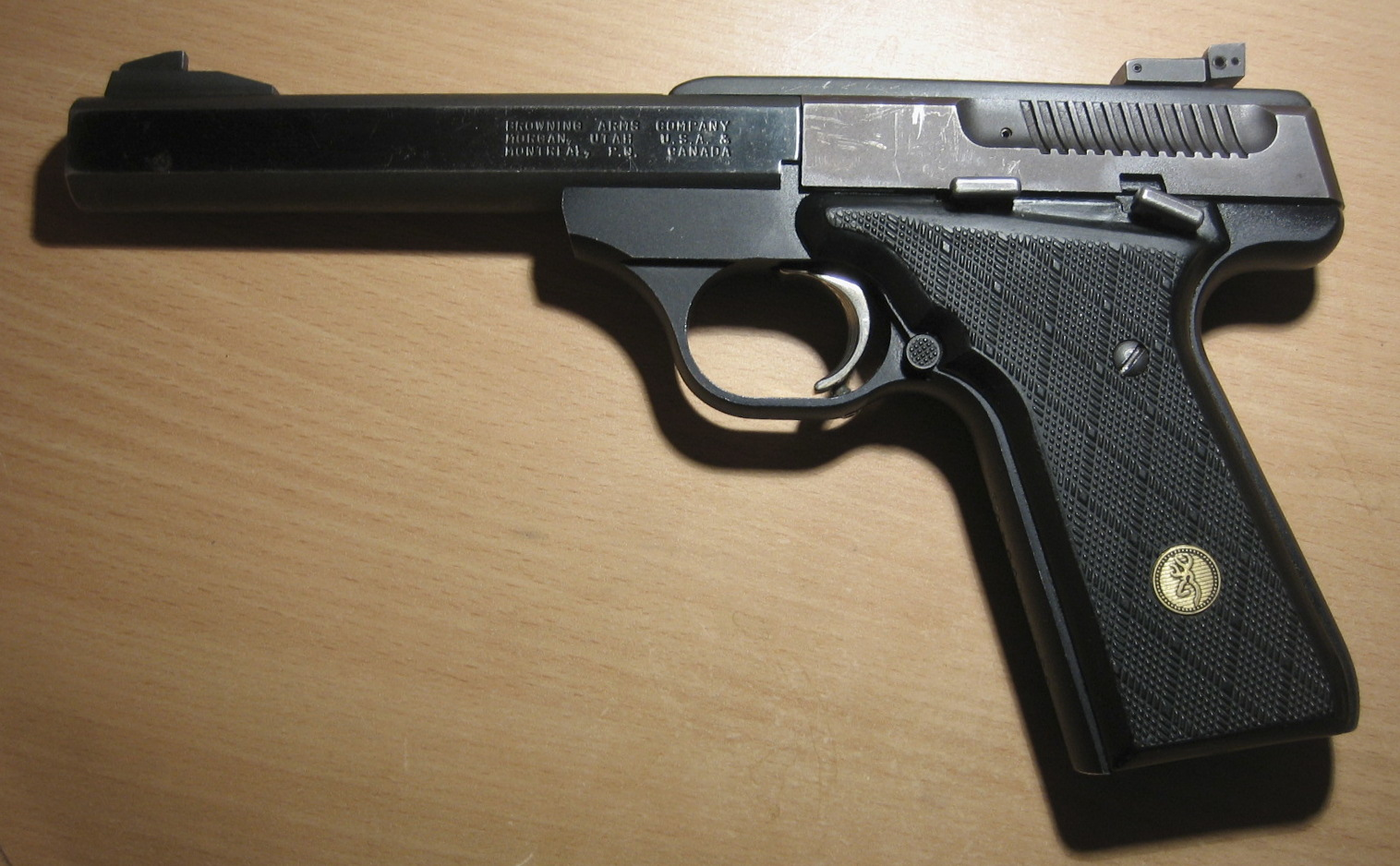
Browning Buck Mark Plus